# Небояни
Небояни (на македонска литературна норма: Небојани) е село в източната част на Северна Македония, част от Община Кочани.

## География
Селото се намира високо в Осоговската планина, северно от град Кочани.

## История
В края на XIX век Небояни е чисто българско село в Кочанска кааза на Османската империя. Според статистиката на Васил Кънчов („Македония. Етнография и статистика“) от 1900 година Небояно има 190 жители българи християни.
По данни на секретаря на Българската екзархия Димитър Мишев („La Macédoine et sa Population Chrétienne“) през 1905 година в селото (Neboyano) има 144 жители българи екзархисти.
След Междусъюзническата война селото попада в Сърбия. През декември 1914 година сръбските окупатори убиват в Кочанския затвор Постол Стоичков.По време на българското управление на Вардарска Македония през Първата световна война Небояни е част от Полашка община на Кочанска околия и има 204 жители.
След повторното попадане на селото под сръбска власт през есента на 1918 година, репресиите срещу местните жители са възобновени. По данни на Иван Михайлов през 1921 година е убит Йордан Манасиев, а през 1923 година други трима почиват в затвора от изтезанията. През 1923 година Небояни е опожарено. Много мъже и жени през 20-те години са бити от сръбски полицаи или от сърбомански четници.
Според преброяване от 2002 в селото има 20 домакинства с 28 къщи.

## Личности
- Стоян Малинов, български революционер от ВМОРО и ВМРО